# Johnny Depp
John Christopher (Johnny) Depp II (Owensboro, 9 juni 1963) is een Amerikaans acteur, muzikant en kunstenaar. Hij ontving meerdere onderscheidingen, waaronder een Golden Globe Award en een Screen Actors Guild Award, naast nominaties voor drie Academy Awards en twee BAFTA's.

## Vroege jaren
Depp werd geboren op 9 juni 1963 in Owensboro, Kentucky, als jongste van vier kinderen van serveerster Betty Sue Palmer (geb. Wells, 1935-2016) en stedenbouwkundige John Christopher Depp. Hij heeft een broer (Danny) en twee zussen (Christy en Debby). Depps familie verhuisde tijdens zijn jeugd vaak en vestigde zich uiteindelijk in Miramar, Florida in 1970. Door de vele ruzies thuis werd hij vooral opgevoed door zijn moeder die hem mishandelde. Depps ouders scheidden in 1978 toen hij 15 jaar oud was. Zijn moeder trouwde later met Robert Palmer, die een inspiratie was voor Depp.
Depp is voornamelijk van Engelse afkomst, met enkele Franse, Duitse en Ierse voorouders. Zijn achternaam is afkomstig van een Franse hugenoten-immigrant, Pierre Dieppe, die zich rond 1700 in Virginia vestigde. In interviews in 2002 en 2011 beweerde Depp deels van indiaanse afkomst te zijn, via zijn overgrootmoeder, die als Cherokee of misschien Creek opgevoed zou zijn. Dit leidde tot kritiek van de indiaanse gemeenschap, aangezien Depp geen gedocumenteerde inheemse voorouders heeft.
Depps moeder gaf hem een gitaar toen hij 12 was, en hij begon al snel te spelen in verschillende bandjes. In 1979 stopte hij op 16-jarige leeftijd met school om een rockmuzikant te worden. Twee weken later probeerde hij weer terug te komen, maar de directeur van Miramar High School zei hem zijn droom na te jagen en muzikant te worden. In 1980 speelde Depp als gitarist in de rockband The Kids. Na een bescheiden succes, verhuisde de band naar Los Angeles op zoek naar een platencontract. Depp zorgde voor zijn levensonderhoud door het telefonisch verkopen van balpennen. In december 1983 trouwde Depp met visagiste Lori Anne Allison, de zus van de bassist en zanger van zijn band. De Kids gingen in 1984 uit elkaar. Door geldgebrek zette Depp zijn muzikale carrière in de wacht en zocht een betaalde baan. Allison introduceerde Depp bij Nicolas Cage. Deze overtuigde hem ervan dat acteren wel iets voor hem was en hielp hem aan een agent in de film- en televisiewereld. Depp was een paar jaar eerder al geïnteresseerd geraakt in acteren door het lezen van een biografie van James Dean en het kijken naar Rebel Without a Cause. Depp en Allison scheiden in 1986.

## Acteercarrière

### 1984–1989: Eerste rollen en21 Jump Street
Cage hielp Depp aan een auditie voor de horrorfilm A Nightmare on Elm Street (1984) van Wes Craven. Mede dankzij de dochter van Craven, kreeg Depp de rol van het vriendje van het hoofdpersonage, een van de slachtoffers van Freddy Krueger.
Hoewel Depp geen wens had om acteur te worden, bleef hij in films spelen. Hij verdiende genoeg geld om de rekeningen te betalen die zijn muzikale carrière onbetaald had gelaten. Na hoofdrollen in de jeugdfilms Private Resort (de enige film waarin hij naakt te zien is) en Slow Burn, werd Depp gecast voor de hoofdrol van het schaatsdrama Thrashin' uit 1986 door de regisseur van de film, maar de producent negeerde de beslissing. In plaats daarvan speelde Depp een kleine bijrol als een Vietnamees sprekende soldaat in Oliver Stones Vietnamoorlogsdrama Platoon (1986). De meeste scenes waren uit de film geknipt (een deel ervan is te zien op de dvd die in 2006 uitkwam).
Eind jaren 80 werd hij een tieneridool, toen hij de hoofdrol aannam van Tom Hanson, een undercover-politieagent op een middelbare school in de televisieserie 21 Jump Street (1987). Hij accepteerde de rol om samen te kunnen werken met acteur Frederic Forrest, die hem inspireerde. Ondanks zijn succes vond Depp dat de serie hem veranderde in een 'product'. Het was een imago waar Depp eigenlijk niet op zat te wachten. Hij probeerde van alles om onder zijn contract uit te komen en was opgelucht toen hem dat na vier seizoenen eindelijk lukte. Zonder hem bleek de serie niet meer levensvatbaar en na nog een seizoen viel het doek.

### 1990–2002: Onafhankelijke films en eerste samenwerkingen met Tim Burton
Gedesillusioneerd door zijn ervaringen als tieneridool in 21 Jump Street, begon Depp rollen te kiezen die hij interessant vond in plaats van rollen waarvan hij dacht dat ze veel zouden opbrengen. Zijn eerste filmrelease in 1990 was de muzikale jaren 50-komedie Cry-Baby, waarin hij de ruige nozem Wade Walker vertolkte. Hoewel het geen kassucces was bij de release, kreeg de film door de jaren heen een cultstatus. Hij brak pas echt door met zijn vertolking van de rol van het titelpersonage in Tim Burtons romantische fantasiefilm Edward Scissorhands met tegenspelers Dianne Wiest en Winona Ryder. Ter voorbereiding op de rol bekeek Depp veel Charlie Chaplin-films om te bestuderen hoe er sympathie kan worden gewekt zonder dialoog. Rolling Stone prees de prestaties van Depp en schreef dat hij kunstig het felle verlangen uitdrukt in de zachtaardige Edward en noemde het een geweldige acteerprestatie, The Washington Post schreef dat hij 'de welsprekendheid van het tijdperk van de stomme film naar deze rol van weinig woorden brengt, door het allemaal te zeggen met heldere zwarte ogen en de trillende zorg waarmee hij zijn horrorfilmhanden vasthoudt'. De film bezorgde Depp zijn eerste Golden Globe-nominatie en zorgde ervoor dat hij het imago van tieneridool volledig af kon schudden. Tevens markeerde Edward Scissorhands het begin van zijn langdurige samenwerking en vriendschap met regisseur Tim Burton.

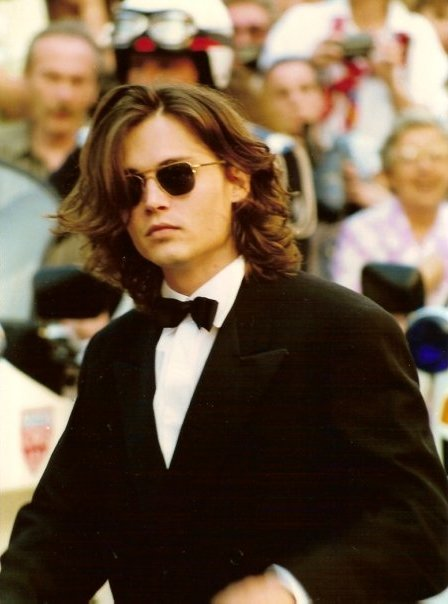
Johnny Depp in Cannes 1992

Behalve een kleine rol in Freddy's Dead: The Final Nightmare (1991), het zesde deel in de A Nightmare on Elm Street-franchise, had Depp de komende twee jaar geen filmreleases. In 1993 speelde hij een excentrieke en analfabete, stille filmfan die bevriend raakt met een aan een psychische aandoening lijdende vrouw en haar broer in de romantische komedie Benny & Joon. De film werd na verloop van tijd pas populair en een onverwacht succes. Depp kreeg voor de rol een tweede Golden Globe-nominatie. Daarna speelde Depp in Lasse Hallströms What's Eating Gilbert Grape (1993), een drama over een disfunctioneel gezin, met Leonardo DiCaprio en Juliette Lewis in de hoofdrol. Commercieel presteerde de film niet goed, maar critici waren zeer lovend. Depp oogstte ook succes met zijn rol in de surrealistische komedie/dramafilm Arizona Dream (1993), die de Zilveren Beer won op het Filmfestival van Berlijn.
In 1994 herenigde Depp zich met Burton en speelde de titelrol in Ed Wood, een biografische film over een van de meest onbekwame filmregisseurs uit de geschiedenis. Depp onthulde later dat hij destijds terneergeslagen was over (het maken van) films, maar dat hij binnen 10 minuten nadat hij over het project hoorde, toegewijd was. Hij ontdekte dat de rol hem een kans gaf om weer plezier te hebben en dat het werken met Martin Landau, die Bela Lugosi speelde, zijn liefde voor acteren opnieuw deed oplaaien. Hoewel het zijn productiekosten niet terugverdiende, werd Ed Wood positief ontvangen door critici, waarbij The New York Times schreef dat Depp zich had bewezen als een gevestigde, geweldige acteur en 'al het can-do-optimisme wist te vangen dat Ed Wood op de been hield, dankzij een buitengewoon grappig vermogen om naar de zilveren rand van elke wolk te kijken'. Depp werd voor de derde keer genomineerd voor een Golden Globe.
Het jaar daarop speelde Depp tegenover Marlon Brando in de kaskraker Don Juan DeMarco (1995), als een man die gelooft dat hij 's werelds grootste minnaar, Don Juan is. Vervolgens in de minder goed ontvangen film, Dead Man (1995), een western die volledig in zwart-wit werd opgenomen. En in de laatste film van 1995, speelde hij een accountant die de opdracht krijgt een politicus te vermoorden om zijn ontvoerde dochter te redden, in de volgens critici geflopte film Nick of Time.
In 1997 speelden Depp en Al Pacino in het misdaaddrama Donnie Brasco. Depp speelde Joseph D. Pistone, een undercover-FBI-agent die de naam Donnie Brasco aanneemt om te infiltreren in de maffia van New York. Ter voorbereiding op zijn rol bracht Depp tijd door met Pistone, op wiens memoires de film is gebaseerd. De film was een commercieel succes en kreeg lovende kritieken, en wordt beschouwd als een van Depps beste acteerprestaties. Depp debuteerde als regisseur en scenarioschrijver met The Brave (1997), waarin hij de rol van een arme indiaanse man speelt die een voorstel accepteert van een rijke man (Marlon Brando) om in een snuff-film te verschijnen in ruil voor geld voor zijn gezin. De film ging in première tijdens het Filmfestival van Cannes en kreeg over het algemeen negatieve recensies, waardoor Depp besloot The Brave niet in de VS uit te brengen.
Depp was een fan en vriend van schrijver Hunter S. Thompson, en speelde zijn alter ego Raoul Duke in de kaskraker Fear and Loathing in Las Vegas (1998), Terry Gilliams verfilming van Thompsons gelijknamige pseudo-biografische roman. In 1999 verscheen in Depp in drie films. In de eerste speelde hij met Charlize Theron in de scifi-thriller The Astronaut's Wife, die slecht werd ontvangen. In de tweede film; Roman Polański's The Ninth Gate, speelde Depp een verkoper van oude boeken die verstrikt raakt in een mysterie. De film was succesvol bij het publiek, maar kreeg gemengde recensies. Daarna speelde Depp, Ichabod Crane in Burtons succesvolle bewerking van The Legend of Sleepy Hollow (1999), samen met Christina Ricci en Christopher Walken. Depp liet zich voor deze rol inspireren door Angela Lansbury, Roddy McDowall en Basil Rathbone.
Depps eerste filmrelease van het nieuwe millennium was het Brits-Franse drama The Man Who Cried (2000), waarin hij samen speelt met Christina Ricci, Cate Blanchett en John Turturro. De film kreeg slechte recensies. In de veelgeprezen film, Before Night Falls (2000) had Depp een ondersteunende rol. De film Chocolat (2000) kreeg lovende kritieken. In deze film speelt Depp een Roma-man en het liefdesbelang van de hoofdpersoon, Juliette Binoche. Depps volgende rollen waren beide gebaseerd op historische personen. In Blow (2001) speelde hij de cocaïnesmokkelaar George Jung, die in de jaren tachtig deel uitmaakte van het Colombiaanse Medellínkartel. De film presteerde ondermaats en kreeg gemengde reacties. In de stripboekbewerking From Hell (2001) portretteert Depp inspecteur Frederick Abberline, die de moorden van Jack the Ripper in het Londen van het jaar 1880 onderzoekt. De film kreeg ook gemengde reacties, maar was een matig commercieel succes.

### 2003–2011:Pirates of the Caribbean, commercieel succes

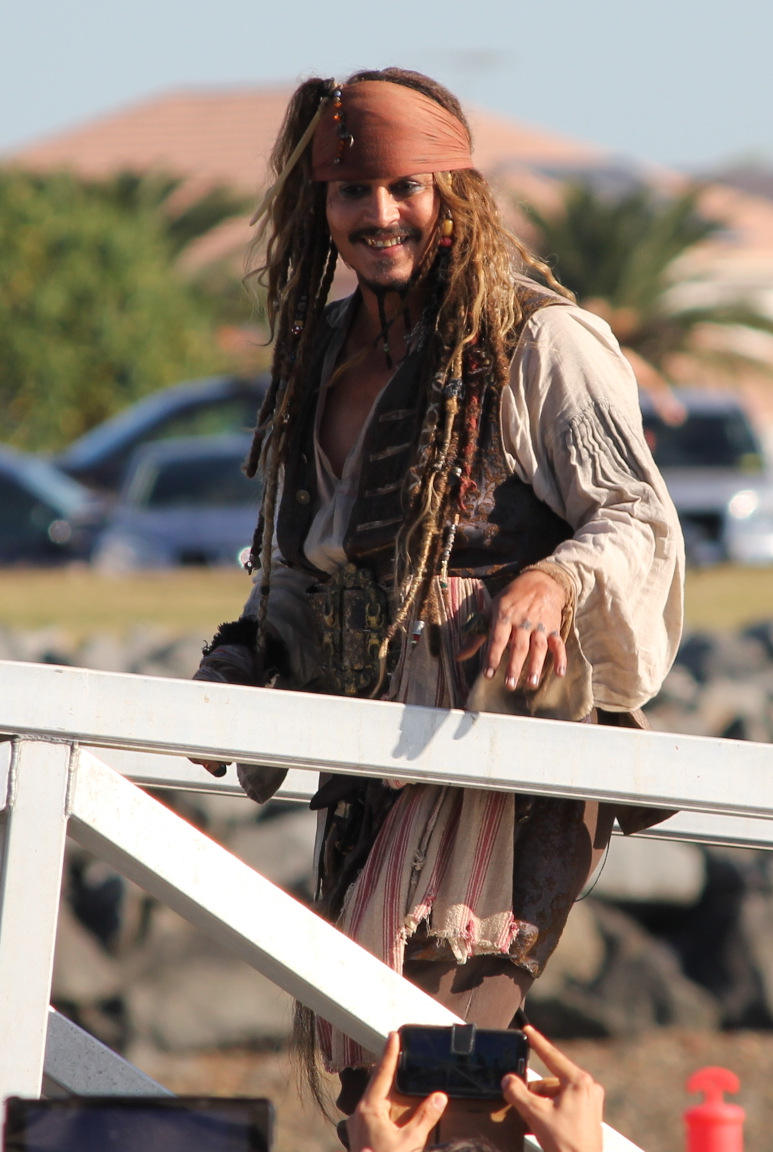
Depp als Captain Jack Sparrow op de set van Pirates of the Caribbean: Dead Men Tell No Tales in 2015.

Er kwam een omslag in Depps carrière toen hij besloot om de rol van piraat te gaan spelen. Aanvankelijk werd hij niet serieus genomen: het piratengenre was al tientallen jaren commercieel dood. Depp wist (aanvankelijk tot grote schrik van Walt Disney Pictures) de piratenkapitein Jack Sparrow een heel eigen gezicht te geven, waardoor Pirates of the Caribbean: The Curse of the Black Pearl (2003) onverwacht een grote hit werd. Hij kreeg veel bijval voor zijn komische optreden als de piraat Captain Jack Sparrow, en ontving Academy Award, Golden Globe en BAFTA-nominaties en won een Screen Actor's Guild Award voor beste acteur evenals een MTV Movie Award. Depp modelleerde het personage naar The Rolling Stones-gitarist Keith Richards en cartoon-stinkdier Pepé Le Pew. Studio-executives reageerden verdeeld over Depps invulling van zijn personage, maar Jack Sparrow werd populair bij het publiek. Depp over Jack Sparrow: 'Ik ben er echt van gaan genieten om tijd met hem door te brengen, of als hem, wat het ook is. Hij is zeker een groot deel van mij.' Depp draagt zelfs de gouden en zilveren tanden van Sparrow buiten de set: ze zijn verbonden met die van hem. Een andere filmrelease in 2003 was Robert Rodriguez' actiefilm Once Upon a Time in Mexico, waarin Depp een corrupte CIA-agent speelt. De film kreeg matige tot goede recensies, waarbij vooral de prestaties van Depp werden geprezen.
Depp speelde vervolgens een auteur met een schrijversblok in de thriller Secret Window (2004), gebaseerd op een kort verhaal van Stephen King. Het kreeg gemengde recensies. In de rond dezelfde tijd uitgebrachte, Brits-Australische onafhankelijke film The Libertine (2004) portretteert Depp de zeventiende-eeuwse dichter, de Graaf van Rochester. Het werd beperkt vertoond en kreeg voornamelijk negatieve recensies. Depps derde film van 2004, Finding Neverland, werd positief ontvangen en leverde hem zijn tweede Academy Award-nominatie op, evenals Golden Globe-, BAFTA- en SAG-nominaties voor zijn rol als de Schotse auteur J.M. Barrie. Depp had ook een kleine rol in de Franse film Happily Ever After (2004) en richtte zijn eigen filmproductiebedrijf, Infinitum Nihil op, onder Warner Bros.-pictures.
Depp zette zijn kassucces voort met een hoofdrol als Willy Wonka in Tim Burtons bewerking van Charlie and the Chocolate Factory (2005), waarbij Depp opnieuw werd genomineerd voor een Golden Globe. Chocolate Factory werd gevolgd door een ander Burton-project, de stop-motion-animatiefilm Corpse Bride (2005), waarin Depp de stem van de hoofdpersoon Victor Van Dort insprak. In de kaskrakers Pirates of the Caribbean: Dead Man's Chest (2006) en Pirates of the Caribbean: At World's End (2007), nam Depp weer de rol van Captain Jack Sparrow voor zijn rekening. Hij sprak ook de stem in van het personage uit de videogame Pirates of the Caribbean: The Legend of Jack Sparrow. Volgens een onderzoek van Fandango was Depp in de rol van Jack Sparrow de belangrijkste reden voor veel bioscoopbezoekers om een Pirates-film te gaan zien.
In 2007 werkte Depp samen met Burton voor hun zesde film, dit keer als moorddadige kapper Sweeney Todd in de musical Sweeney Todd: The Demon Barber of Fleet Street (2007). Depp noemde het optreden van Peter Lorre in Mad Love (1935), waarin Lorre een 'griezelige maar sympathieke' chirurg speelde, als zijn belangrijkste invloed voor de rol. Sweeney Todd was de eerste film waarin Depp moest zingen. In plaats van een gekwalificeerde zangcoach in te huren, bereidde hij zich voor op de rol door demo's op te nemen met zijn oude bandmaat Bruce Witkin. De film was een groot commercieel succes en kreeg lovende kritieken. Depp won de Golden Globe voor beste acteur in een komische of muzikale film voor zijn rol en werd voor de derde keer genomineerd voor een Academy Award.

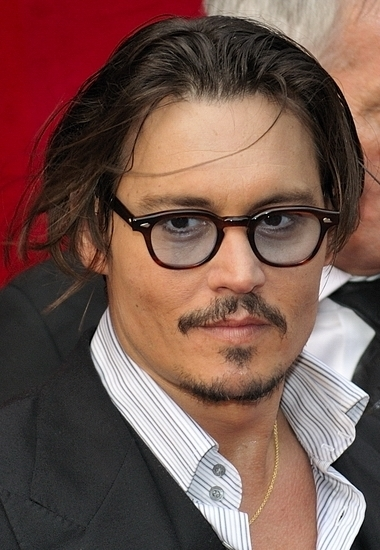
Johnny Depp op de première van Public Enemies in 2009.

In 2009 portretteerde Depp de echte gangster John Dillinger in Michael Manns jaren 30-misdaadfilm Public Enemies. Roger Ebert schreef in zijn recensie: 'Dit acteerwerk van Johnny Depp is iets anders. Voor een keer lijkt een acteur die een gangster speelt zijn prestaties niet te baseren op films die hij heeft gezien. Hij sprong in het diepe en speelde Dillinger als een feit'. In 2009 verving hij samen met Jude Law en Colin Farrell de plotseling overleden Heath Ledger in The Imaginarium of Doctor Parnassus. Alle drie de acteurs gaven hun salaris aan Heath Ledgers dochter.
Depp begon de jaren 2010 met weer een succesvolle samenwerking met Tim Burton, Alice in Wonderland (2010), waarin hij de Mad Hatter speelde met tegenspelers Mia Wasikowska, Helena Bonham Carter en Anne Hathaway. Ondanks gemengde recensies, bracht de film 1,025 miljard dollar op, en werd daarmee een van de meest winstgevende films aller tijden. Depps tweede filmrelease van 2010 was de romantische thriller The Tourist, waarin hij samenspeelde met Angelina Jolie. Het was een commercieel succes. Depp ontving voor beide films een Golden Globe-nominatie voor Beste Acteur in een komische of muzikale film.

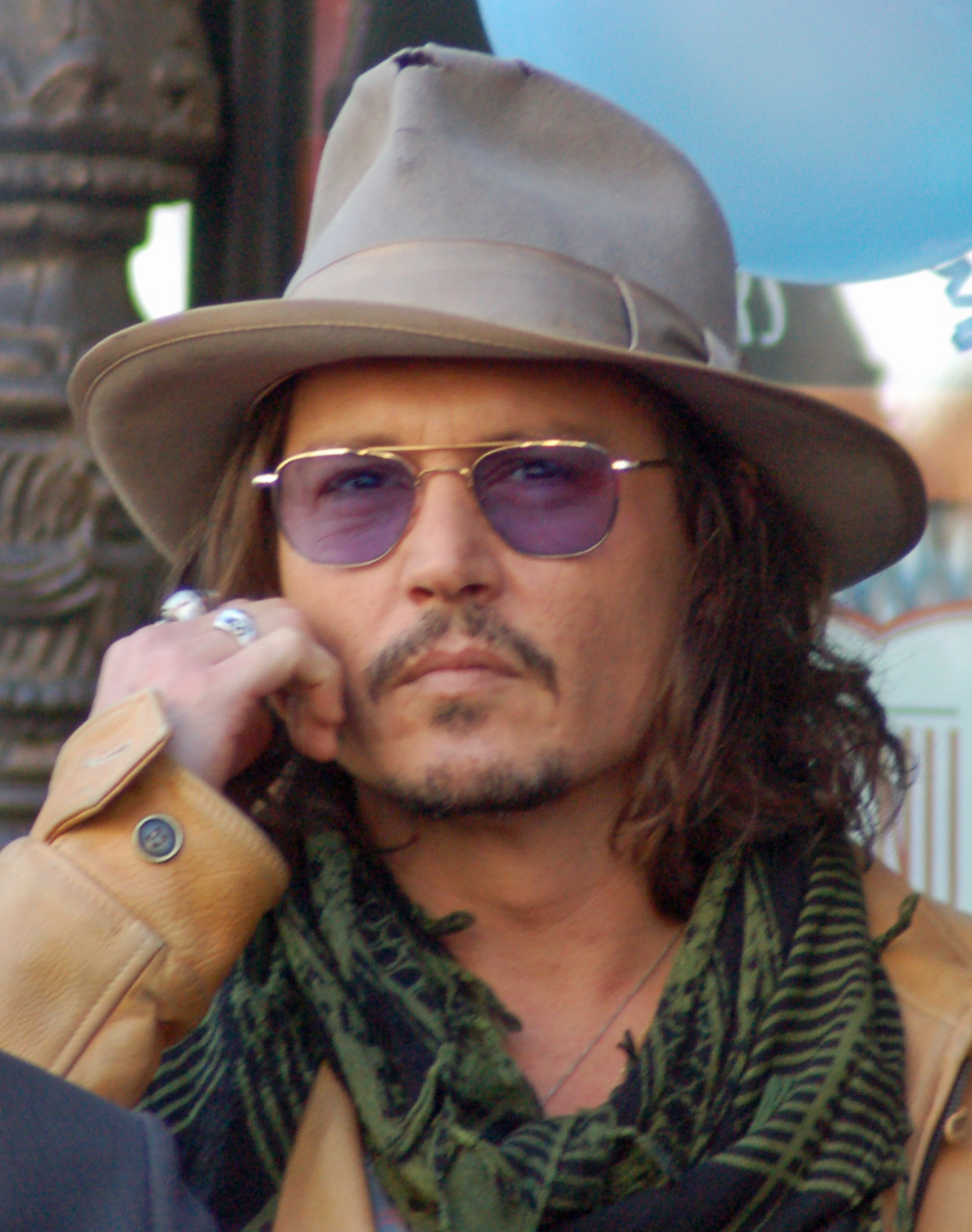
Johnny Depp in april 2011

Depps eerste filmrelease in 2011 was de succesvolle animatiefilm Rango, waarin hij de stem van het titelpersonage, een kameleon, insprak. De tweede film van het jaar, het vierde deel van de pirates-serie Pirates of the Caribbean: On Stranger Tides (2011), was opnieuw een kaskraker. Daarna bracht Depp de eerste twee projecten die mede werden geproduceerd door zijn productiebedrijf, Infinitum Nihil, uit. De eerste was een filmbewerking van de gelijknamige roman The Rum Diary van Hunter S. Thompson met Depp in de hoofdrol. De film slaagde er niet in om de productiekosten terug te verdienen. De tweede productie, Martin Scorsese's Hugo (2011), oogstte veel lovende kritieken en verschillende nominaties voor prijzen, maar commercieel presteerde de film evenmin goed.

### 2012–2020: carrière tegenslagen
In 2012 was Depp een van 's werelds grootste filmsterren en werd in het Guinness Book of Records vermeld als de bestbetaalde acteur ter wereld, met een jaarinkomen van 75 miljoen dollar. Dat jaar speelden hij en zijn 21 Jump Street-co-sterren Peter DeLuise en Holly Robinson hun oude rollen in cameo-optredens in de film 21 Jump Street (2012). Depp produceerde en speelde ook in zijn achtste film met Tim Burton, Dark Shadows (2012), naast Helena Bonham Carter, Michelle Pfeiffer en Eva Green. De film is gebaseerd op de gelijknamige gotische televisiesoap uit de jaren 60, die een van Depps favorieten was als kind. De slechte ontvangst van de film in de VS bracht de aantrekkingskracht van Depp in twijfel.

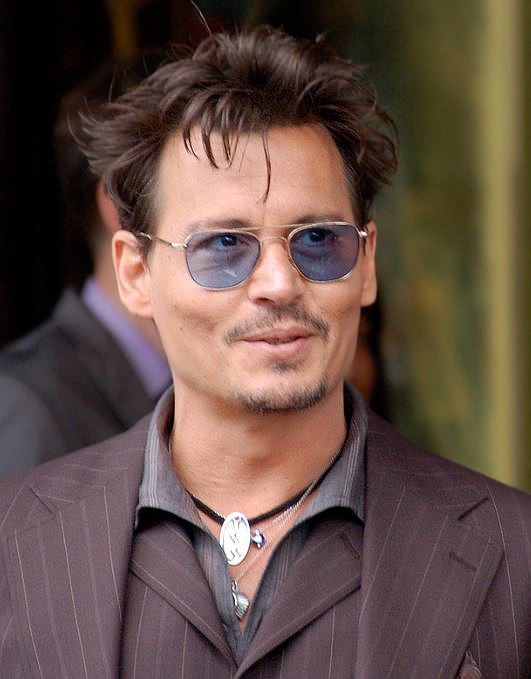
Depp op de Hollywood Walk of Fame in 2013

Nadat de overeenkomst van Infinitum Nihil en Warner Bros. in 2011 afliep, tekende Depp een meerjarige deal met Walt Disney Studios. De eerste film in deze samenwerking was The Lone Ranger (2013), waarin Depp de rol speelde van Tonto. Depps casting als een indiaan werd veroordeeld, en de film werd niet goed ontvangen, waardoor Disney een verlies van 190 miljoen dollar leed. Depp speelde de hoofdrol in de sci-fi-thriller Transcendence (2014), als een wetenschapper in kunstmatige intelligentie. De film was opnieuw een commerciële mislukking en kreeg voornamelijk negatieve recensies. Zijn andere rollen in 2014 waren een kleine ondersteunende rol als de Boze Wolf in de musicaladaptatie Into the Woods en een meer substantiële verschijning als excentrieke Frans-Canadese ex-detective in de horrorkomedie Tusk, waarin hij werd gecrediteerd met de naam van het personage, Guy LaPointe.
In 2015 verscheen Depp in twee door Infinitum Nihil geproduceerde films. De eerste was comedy-thriller Mortdecai, met Gwyneth Paltrow. De film leverde beide sterren Golden Raspberry Award-nominaties op. De tweede film, Black Mass (2015), waarin hij de Boston-misdaadbaas Whitey Bulger speelt, werd beter ontvangen. Recensenten van The Hollywood Reporter en Variety noemden het een van Depps beste acteerprestaties tot nu toe, en de rol leverde Depp zijn derde nominatie op voor de Screen Actors Guild Award voor een uitstekende prestatie door een mannelijke acteur in een hoofdrol. De film slaagde er echter niet in om de productiekosten terug te verdienen. In 2015 tekende het Franse luxe modehuis Dior Depp als het gezicht van hun mannengeur, Sauvage, en werd hij ingewijd als een Disney-legende.
Depps eerste filmrelease in 2016 was Yoga Hosers, een vervolg op Tusk (2014), waarin Depp verscheen met zijn dochter, Lily-Rose Depp. Vervolgens speelde hij zakenman en presidentskandidaat Donald Trump in een satire getiteld Donald Trump's The Art of the Deal: The Movie, die werd uitgebracht tijdens de aanloop naar de Amerikaanse presidentsverkiezingen van 2016. De film werd goed ontvangen. The A.V. Club schreef: 'Wie wist dat Donald Trump de comebackrol was die Johnny Depp nodig had?' Er werd ook aangekondigd dat Depp was gecast in een nieuwe franchiserol als Dr. Jack Griffin/The Invisible Man in het geplande gedeelde filmuniversum van Universal Studios getiteld de Dark Universe, een opnieuw opgestarte versie van hun klassieke Universal Monsters-franchise. Depp speelde voor de tweede maal de rol van de Mad Hatter / Tarant Hightopp in het vervolg op Alice in Wonderland: Tim Burtons Alice Through the Looking Glass (2016). In tegenstelling tot het succes van de eerste film, verloor Disney met het vervolg ongeveer 70 miljoen dollar, en leverde het Depp twee Golden Raspberry-nominaties op. Depp was in het geheim gecast om Gellert Grindelwald te spelen in Fantastic Beasts and Where to Find Them (2016), het eerste deel van de Fantastic Beasts-franchise. Zijn naam werd niet genoemd in het promotiemateriaal en werd pas aan het einde van de film onthuld.
In 2017 verscheen Depp samen met andere acteurs en filmmakers in The Black Ghiandola, een korte film gemaakt door een terminaal zieke tiener via de non-profitorganisatie Make a Film Foundation. Hij speelde nogmaals Captain Jack Sparrow in het vijfde deel van de serie, Pirates of the Caribbean: Dead Men Tell No Tales (2017). In de VS presteerde de film niet zo goed als eerdere delen, en Depp werd genomineerd voor twee Golden Raspberry Awards. De film was echter internationaal een groot kassucces, vooral in China, Japan en Rusland. Depps laatste filmrelease in 2017 was de Agatha Christie-bewerking Murder on the Orient Express, onder leiding van regisseur-ster Kenneth Branagh.

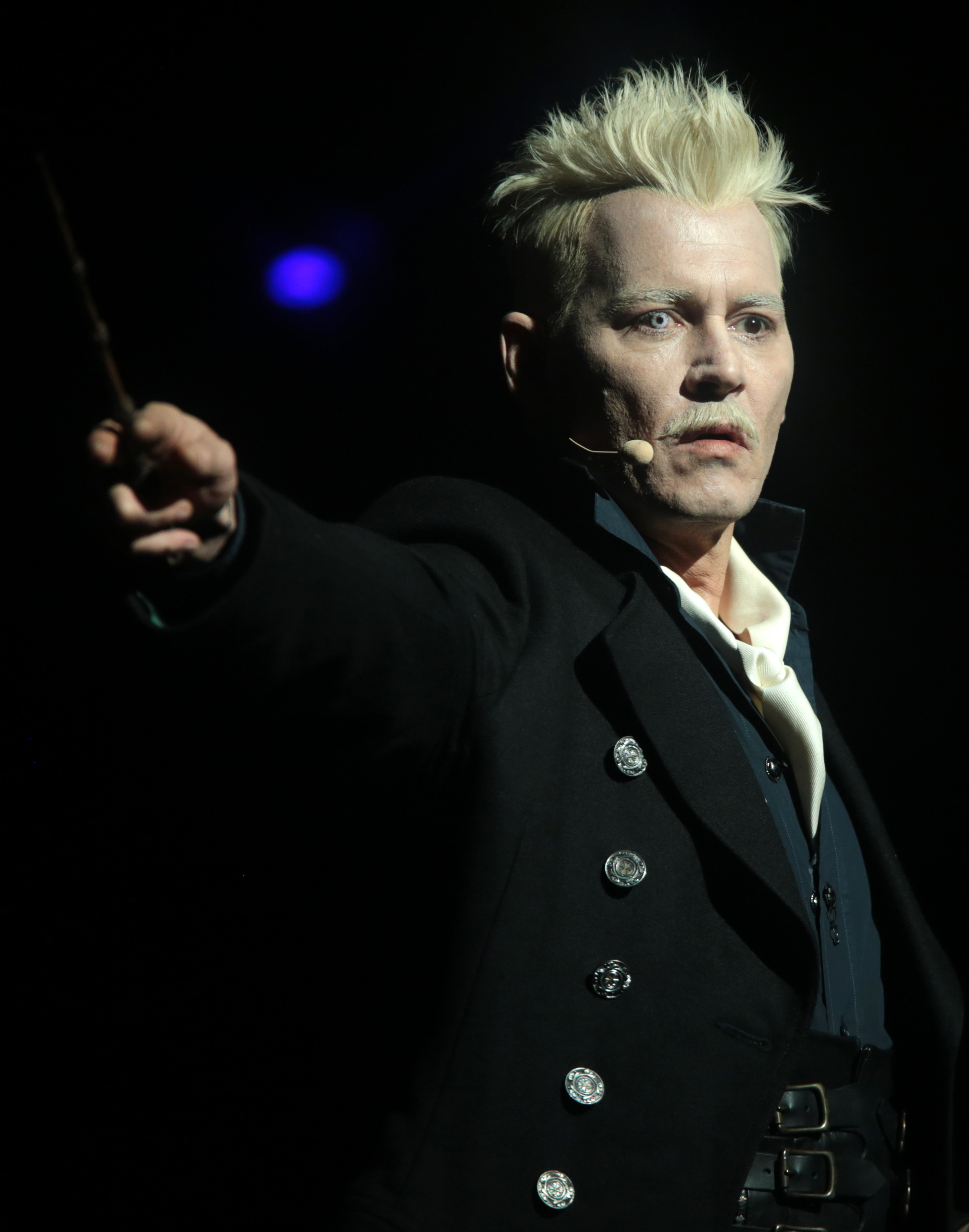
Depp als Gellert Grindelwald tijdens San Diego Comic Con in 2018

In 2018 sprak Depp de stem in van het titelpersonage Sherlock Gnomes uit de animatiefilm Gnomeo & Juliet: Sherlock Gnomes, wat hem twee Golden Raspberry-nominaties opleverde, een voor zijn acteerwerk en een andere voor zijn 'snel vervagende filmcarrière'. Depp speelde vervolgens in twee onafhankelijke films, beide geproduceerd door zijn productiebedrijf, Infinitum Nihil. De eerste film was City of Lies, waarin hij de hoofdrol speelde als Russell Poole, een LAPD-detective die de moorden op rappers Tupac Shakur en The Notorious B.I.G. probeert op te lossen. De release was gepland voor september 2018, maar werd uit het releaseschema gehaald nadat een medewerker Depp had aangeklaagd wegens mishandeling. De tweede film van was het komische drama Richard Says Goodbye, waarin Depp een professor speelt met terminale kanker. Het ging in première tijdens het Filmfestival van Zürich in oktober 2018. Depps laatste filmrelease van 2018 was Fantastic Beasts: The Crimes of Grindelwald, waarin hij zijn rol als Grindelwald hervatte. Depps casting kreeg kritiek van fans van de serie vanwege de beschuldigingen van huiselijk geweld tegen hem.

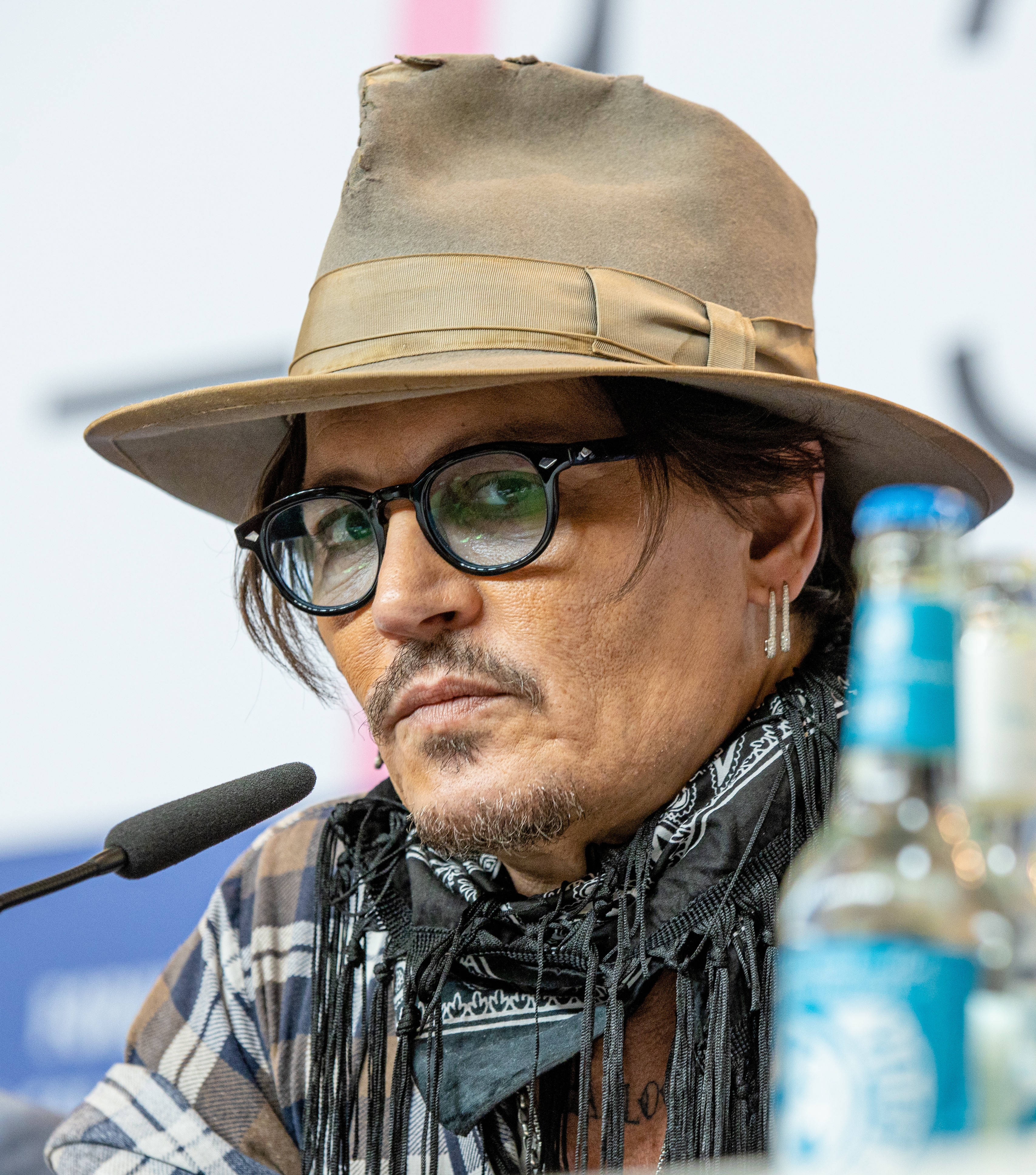
Depp op de Berlinale van 2020

Depp ondervond rond deze tijd ook andere tegenslagen in zijn carrière, aangezien Disney bevestigde dat ze hem niet in nieuwe Pirates-films zouden casten, en naar verluidt was hij ook niet langer verbonden aan Universals Dark Universe-franchise. Depps volgende films waren de onafhankelijke drama's Waiting for the Barbarians (2019), gebaseerd op een roman van J.M. Coetzee, en Minamata (2020), waarin hij fotograaf W. Eugene Smith portretteerde. De film ging in première op het Internationaal Filmfestival van Berlijn in 2020. In november 2020 nam Depp op verzoek van het productiebedrijf Warner Bros. ontslag als Grindelwald in de Fantastic Beasts-franchise, nadat hij zijn smaadzaak tegen boulevardblad The Sun, die hem beschuldigde van huiselijk geweld, had verloren in het VK. Hij werd vervangen door Mads Mikkelsen. Kort daarna noemde The Hollywood Reporter Depp persona non-grata in de filmindustrie.

### 2021–heden: Meerdere Europese filmprijzen en aankomende projecten
In maart 2021 werd de Notorious B.I.G.-film City of Lies, dat oorspronkelijk gepland stond voor 2018, uitgebracht. Diezelfde maand bereikte een online petitie om Depp terug te brengen naar de Pirates-franchise, het doel van 500.000 handtekeningen. Zijn Pirates-tegenspeler Kevin McNally sprak ook zijn steun uit voor Depp om terug te keren als Jack Sparrow. In juli 2021 beschuldigde de regisseur van Minamata (2020), MGM ervan te proberen de film te begraven vanwege Depp, waarbij Depp beweerde dat hij werd geboycot door de Hollywood-industrie en zijn veranderde reputatie een 'absurditeit van de media-wiskunde' noemde. Minamata werd in augustus 2021 uitgebracht in het VK en Ierland, en in december 2021 in Noord-Amerika. De film kreeg positieve recensies, waarin de prestaties van Depp werden geprezen als zijn beste in jaren. Depp bleef ook in 2021 het gezicht van Diors mannengeur, Sauvage.
Depp ontving meerdere ereprijzen op tal van Europese filmfestivals, waaronder op het Camerimage-festival in Polen, het Internationaal filmfestival van Karlsbad in Tsjechië, en het San Sebastián International Film Festival in Spanje, waar Depp de Donostia Award ontving. Deze prijzen waren controversieel en verschillende liefdadigheidsinstellingen tegen huiselijk geweld hadden kritiek op de festivals. De organisatoren van de festivals gaven vervolgens verklaringen uit waarin ze hun beslissing om Depp te belonen, verdedigden. Het San Sebastián Film Festival verklaarde dat Depp door geen enkele autoriteit in enig rechtsgebied was aangeklaagd, noch veroordeeld voor enige vorm van geweld tegen vrouwen. In september 2021 beschreef Depp zichzelf als een slachtoffer van de cancelcultuur.
Op 15 februari 2022 ontving Depp de Servische Gouden eremedaille van president Aleksandar Vučić voor 'uitstekende verdiensten in publieke en culturele activiteiten, vooral in het gebied van filmkunst, en de promotie van de Republiek Servië in de wereld'. Minamata en de animatieserie Puffins werden in Servië opgenomen. Vanaf mei 2022 is Depp gecast als Lodewijk XV van Frankrijk in de historische film Jeanne Du Barry van de Franse acteur-regisseur Maïwenn, waarvan de opnames in de zomer van 2022 plaatsvinden.

## Andere ondernemingen
In 2004 richtte Depp het filmproductiebedrijf Infinitum Nihil op om projecten te ontwikkelen waarin hij als acteur of producent op zou kunnen treden. Zijn zus, Christi Dembrowski, werd de voorzitter, en Depp de CEO. De eerste twee filmreleases van het bedrijf waren The Rum Diary (2011) en Hugo (2011). In september 2021 lanceerde hij IN.2, een in Londen gevestigd zusterbedrijf van zijn productiebedrijf, Infinitum Nihil, en kondigde hij aan dat IN.2 en het Spaanse productiebedrijf A Contracorriente Films een nieuw ontwikkelingsfonds voor tv- en filmprojecten begonnen.
Depp was van 1993 tot 2003 mede-eigenaar van de nachtclub The Viper Room in Los Angeles. Hij was ook korte tijd mede-eigenaar van restaurant-bar Man Ray in Parijs. Depp bewerkte samen met auteur Douglas Brinkley de verloren Woody Guthrie-roman House of Earth, die in 2013 werd gepubliceerd.

### Muziekcarrière
Depp begon op twaalfjarige leeftijd gitaar te spelen in verschillende bandjes in Miramar, Florida. In 1980 speelde Depp in de band The Kids en speelde in voorprogramma's van Iggy Pop, Talking Heads, The Pretenders en de Ramones. Na een bescheiden succes in Zuid-Florida, verhuisde de band naar Los Angeles op zoek naar een platencontract en veranderde de naam van de band in Six Gun Method. De band ging in 1984 uit elkaar.
In 1987 speelde Depp een half jaar als gitarist in de rockband Rock City Angels. Nadat Edward Scissorhands (1990) hem een filmsterstatus had bezorgd, vormde Depp de band P met Butthole Surfers-frontman Gibby Haynes en vriend Bill Carter. Tijdens een optreden van de band in The Viper Room op 30 oktober 1993 nam acteur River Phoenix een overdosis, stortte buiten in, en stierf de volgende dag. De band, die af en toe met Red Hot Chili Peppers bassist Flea en Sex Pistols-gitarist Steve Jones speelde, bracht in 1995 een titelloos album uit op Capitol Records voordat ze uit elkaar gingen.
Depp speelde gitaar in Chocolat (2000) en Sweeney Todd: The Demon Barber of Fleet Street (2007), waarin hij tevens zong. Verder heeft hij televisieoptredens gedaan met Shane MacGowan en Iggy Pop. Voor de film Once Upon a Time in Mexico (2003) schreef hij de muziek: Sands Theme. Ook verscheen hij in muziekvideo's voor Tom Petty and the Heartbreakers, The Lemonheads, Avril Lavigne en Paul McCartney.

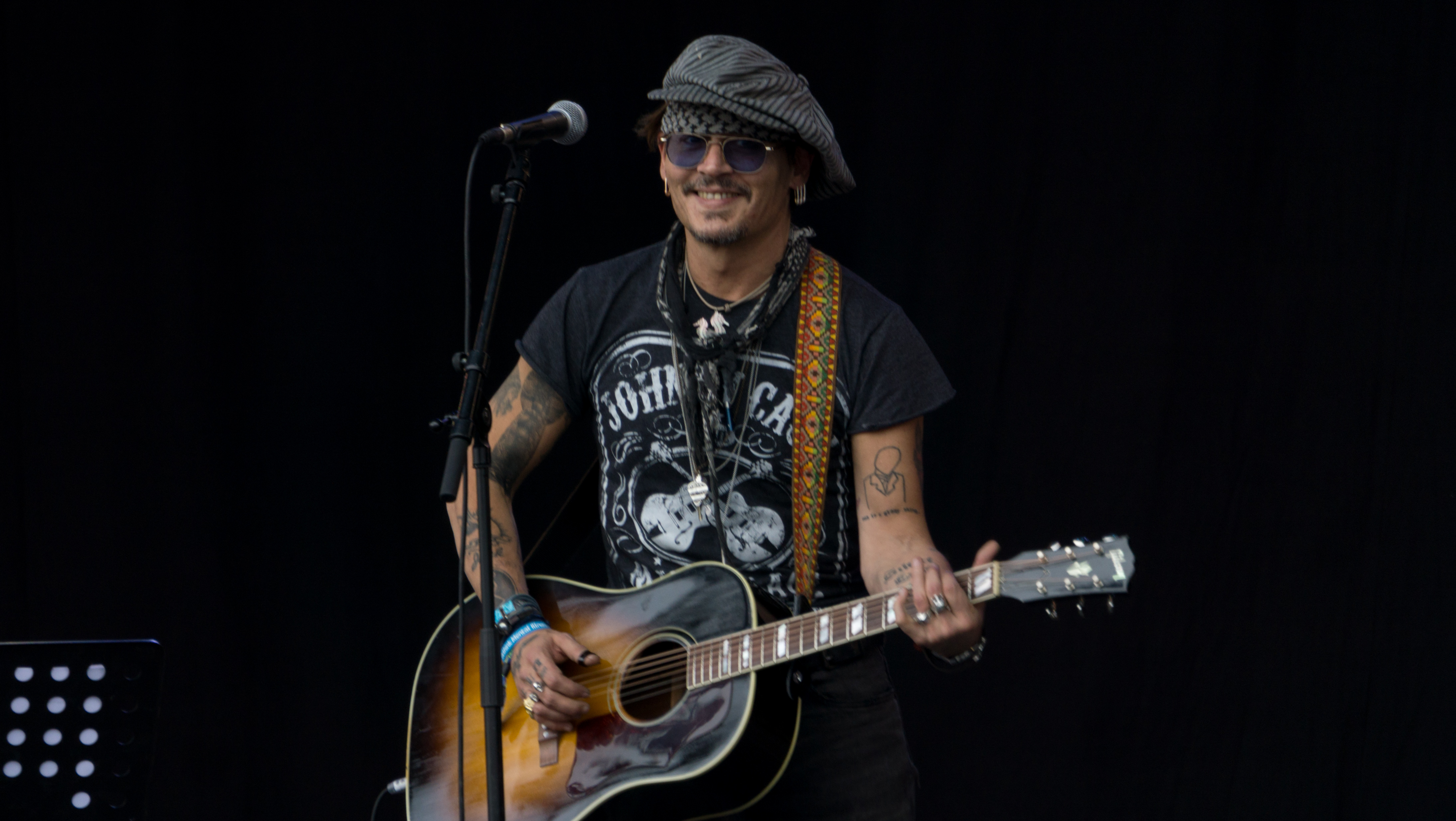
Johnny Depp tijdens Glastonbury 2017

Depp speelde mee in nummers van onder andere Oasis, Shane MacGowan, Iggy Pop, Vanessa Paradis, Aerosmith, Marilyn Manson, en The New Basement Tapes. Hij trad op met Manson bij de Revolver Golden Gods Awards in 2012.
In 2014 vormde Depp de rocksupergroep Hollywood Vampires met Alice Cooper en Joe Perry; inclusief Bruce Witkin, zijn vriend van The Kids, zijn band uit de jaren 80. Hollywood Vampires bracht hun titelloze debuutstudio-album uit in september 2015. Het bevatte elf klassieke rockcovers, evenals drie originele nummers (allemaal mede geschreven door Depp). De band maakte hun live-debuut in The Roxy in Los Angeles in september 2015, en heeft sindsdien twee wereldtournees gedaan in 2016 en 2018. Hun tweede studioalbum, Rise, kwam uit in juni 2019 en bestaat voornamelijk uit origineel materiaal, waaronder nummers geschreven door Depp. Het album bevat ook een cover van David Bowies 'Heroes', gezongen door Depp. In 2020 bracht Depp een cover uit van John Lennons 'Isolation' met gitarist Jeff Beck, waarbij ze aankondigden dat ze in de toekomst samen meer muziek zouden uitbrengen. Vanaf mei 2022 vergezelde Depp Beck op het podium voor een aantal concerten in het Verenigd Koninkrijk, waar Beck aankondigde dat ze samen een album hadden opgenomen.

## Ontvangst en imago
Nadat hij een tieneridool was geworden door zijn rol in de televisieserie 21 Jump Street (1987), protesteerde hij publiekelijk tegen het imago, en met zijn daaropvolgende filmkeuzes begon hij een nieuwe publieke persoonlijkheid te cultiveren. In de jaren negentig werd Depp gezien als een mannelijke filmster die de normen van die rol verwierp. The Guardians, Hadley Freeman schreef in 2020:
"Voor degenen die opgroeiden in de jaren 90, vertegenwoordigde Depp een ander soort beroemdheid. Samen met Phoenix en Keanu Reeves maakte hij deel uit van een heilige drie-eenheid van grunge-hartenbrekers. Ze waren het tegenovergestelde van de Beverly Hills 90210-jongens, of Brad Pitt en DiCaprio, omdat ze zich leken te schamen voor hun uiterlijk, zelfs afwijzend waren. Deze desinteresse voor hun eigen schoonheid maakte ze stoer, terwijl diezelfde schoonheid dat verzachtte. Ze vertegenwoordigden niet alleen een ander soort beroemdheid, maar ook een ander soort mannelijkheid: begeerlijk maar zachtaardig, mannelijk maar meisjesachtig. Vooral Depp was de coole pin-up die veilig was om leuk te vinden, en de veilige pin-up die cool was om leuk te vinden. Wij fans begrepen dat Depp, Phoenix en Reeves meer waren dan schoonheid. Ze waren artistiek - ze hadden bands! - en ze hadden hele grote gedachten, waar ze in interviews verwarrend over zouden praten. Als we met ze uit zouden gaan, begrepen we dat het onze rol zou zijn om hun ziel te begrijpen."
Filmwetenschapper Anna Everett beschreef Depps films en publieke persoonlijkheid uit de jaren negentig als 'anti-macho', 'genderbuigend', en in strijd met de conventies van een Hollywoodster. Na 21 Jump Street koos Depp ervoor om in onafhankelijke films te spelen, waarbij hij vaak eigenzinnige rollen op zich nam die zijn uiterlijk soms zelfs volledig verdoezelden, zoals in Edward Scissorhands (1990). Critici beschreven de personages van Depp als 'iconische eenlingen' of 'zachte buitenstaanders'. Volgens Depp heeft zijn toenmalige agent, Tracey Jacobs van United Talent Agency (UTA), in de loop der jaren veel moeten doorstaan als hij weer een vreemd project aannam', Depp karakteriseerde het management bij UTA als zeggend: 'Jezus Christus! Wanneer doet hij een film waarin hij het meisje kust? Wanneer mag hij een pistool trekken en iemand neerschieten? Wanneer wordt hij voor de verandering een [verdomde] man? Wanneer gaat hij eindelijk een blockbuster doen?' Depp cultiveerde ook het beeld van een 'bad boy'. Volgens Everett kwamen zijn 'regelbrekende' rollen overeen met de 'rebellie, onconventionaliteit en vluchtigheid die gedurende het decennium werd toegeschreven aan Depps persoonlijke leven. Uit berichten over zijn herhaalde confrontaties met de politie, het vernielen van een hotelkamer, kettingroken, drinken en drugsgebruik, tot zijn veelvuldige verlovingen met glamoureuze vrouwen als supermodel Kate Moss en Hollywood-ster Winona Ryder en anderen, zien we duidelijk een perfecte match tussen zijn non-conformistische sterimago en zijn repertoire van outsider-personages'.

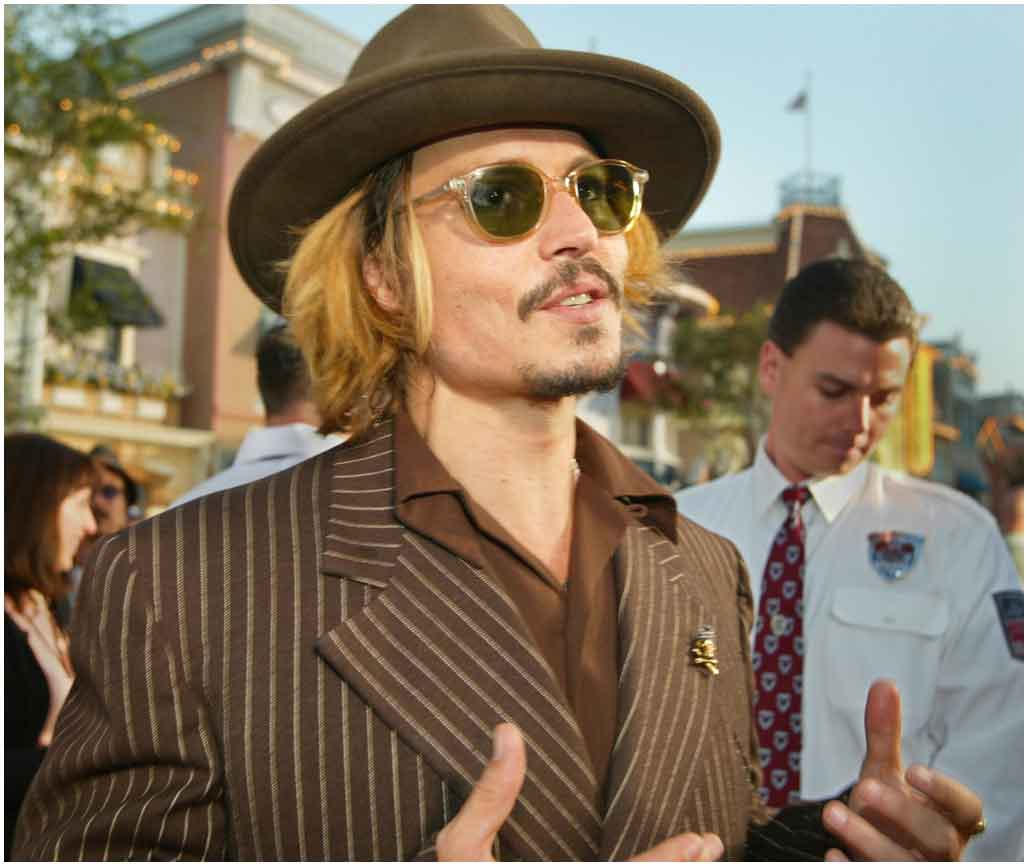
Johnny Depp, 2 juni 2013

Na tien jaar voornamelijk in onafhankelijke films te hebben gespeeld met wisselend commercieel succes, werd Depp in de jaren 2000 een van de grootste kaskrakers met zijn rol als Captain Jack Sparrow in de Pirates of the Caribbean-franchise van Walt Disney Studios. De vijf films in de serie brachten tot 2021 4,5 miljard dollar op. Naast de Pirates-franchise maakte Depp ook nog vier films met Tim Burton die een groot succes waren, waarvan een, Alice in Wonderland (2010), de grootste commerciële hit uit Depps carrière werd en een van de meest winstgevende films in de geschiedenis.
Volgens filmwetenschapper Murray Pomerance kan men zien dat Depps samenwerking met Disney 'een nieuw tijdperk inluidt voor Johnny Depp, een tijdperk waarin hij, eindelijk, de langverwachte trotse eigenaar is van een veelgeprezen carrière; niet alleen een ster, maar een held uit de middenklasse'. In 2003, hetzelfde jaar als de eerste film in de Pirates-serie werd uitgebracht, werd Depp door People uitgeroepen tot 'World's Sexiest Man'; hij zou de titel in 2009 opnieuw ontvangen. Gedurende de jaren 2000 en in de jaren 2010 was Depp een van de grootste en populairste filmsterren ter wereld en werd hij tijdens de People's Choice Awards van 2005 tot 2012 elk jaar door het publiek uitgeroepen tot Favoriete Mannelijke Filmster. In 2012 was Depp de best betaalde acteur in de Amerikaanse filmindustrie en verdiende hij 75 miljoen dollar per film. Hoewel een mainstream favoriet bij het publiek, veranderde in de jaren 2000 de mening van critici over Depp, en werd negatiever naarmate hij meer aan het Hollywood-ideaal leek te voldoen. Depp bleef de meer traditionele hoofdrollen mijden tot tegen het einde van de jaren 2000, toen hij John Dillinger speelde in Public Enemies (2009).
In de jaren 2010 waren de films van Depp minder succesvol, met veel studiofilms met een groot budget zoals Dark Shaodws (2012), Lone Ranger (2013) en Alice Through the Looking Glass (2016), die commercieel ondermaats presteerden. In 2016 kreeg Depp veel negatieve publiciteit vanwege beschuldigingen van huiselijk geweld door zijn toenmalige vrouw Amber Heard. Volgens Depp had dit tot gevolg dat Disney had geweigerd hem in toekomstige projecten te casten. Ook zijn drugsmisbruik, slechte gedrag op de set en het verlies van zijn fortuin van 650 miljoen dollar werd breed uitgemeten in de pers. In de jaren 2020 zouden er twee spraakmakende rechtszaken volgen met Depp in de hoofdrol. Vooral de tweede zes weken durende live-uitgezonden rechtszaak in Fairfax, Virginia in 2022, waarin Depp en Heard elkaar van huiselijk geweld beschuldigden werd een waar mediaspektakel. Het vonnis leverde Depp een gekantelde publieke opinie op en gaf hem naar eigen zeggen zijn leven terug.

## Privéleven
Depp was van 1983 tot 1986 getrouwd met visagiste Lori Ann Allison. Aan het eind van de jaren tachtig was hij verloofd met actrices Jennifer Grey en Sherilyn Fenn, voordat hij in 1990 een huwelijksaanzoek deed aan zijn tegenspeler in Edward Scissorhands, Winona Ryder, voor wie hij 'Winona Forever' op zijn rechterarm tatoeëerde, die hij later veranderde in 'wino forever'. Tussen 1994 en 1998 had hij een relatie met het Britse model Kate Moss. Na zijn breuk met Moss begon Depp een relatie met de Franse actrice en zangeres Vanessa Paradis, die hij ontmoette tijdens het filmen van The Ninth Gate in Frankrijk in 1998. Samen met haar kreeg hij een dochter, de actrice en mannequin Lily-Rose Depp, en een zoon. Het gezin verbleef afwisselend in Zuid-Frankrijk, Los Angeles en (vanaf 2004) op een Caribisch eiland. Depp werkte mee aan enkele van Paradis' cd's en videoclips. Depp en Paradis gingen in juni 2012 uit elkaar.
Rond het einde van zijn relatie met Vanessa Paradis, begon Depp te daten met de Amerikaanse actrice Amber Heard, met wie hij samen speelde in The Rum Diary (2011). Depp en Heard trouwden tijdens een burgerlijke ceremonie in februari 2015. In mei 2016 vroeg Heard een scheiding en een gebiedsverbod aan en beweerde slachtoffer te zijn van huiselijk geweld. Depp ontkende deze beschuldiging en stelde dat Heard hiermee 'probeerde een voortijdige financiële oplossing te verkrijgen'. In augustus 2016 werd een schikking bereikt, en de scheiding werd in januari 2017 afgerond. Depp betaalde Heard een echtscheidingsregeling van 7 miljoen dollar, die ze beloofde te doneren aan de ACLU en het kinderziekenhuis Los Angeles (CHLA). Heard verklaarde onder andere in 2018 tijdens een interview in het televisieprogramma RTL Late Night het gehele bedrag te hebben gedoneerd, maar in 2022 werd duidelijk dat ze haar belofte nog niet had vervuld.